# ГЕС Champagne
ГЕС Champagne — гідроелектростанція в острівній державі Маврикій. Споруджена на річці Grande Riviere Sud Est, що тече з центрального гірського масиву і впадає в Індійський океан на східному узбережжі острова. Станом на середину 2010-х найпотужніша ГЕС у країні.
В межах проекту річку перекрили кам'яно-накидною греблею Diamamouve висотою 35 метрів та довжиною 350 метрів, яка потребувала 350 тис м3 матеріалу. При цьому для облаштування водоскиду довелось провести екскавацію 680 тис м3 ґрунту.
Гребля утримує сховище з площею поверхні 0,95 км2 та об'ємом 4,3 млн м3, з якого ресурс подається через дериваційний тунель довжиною 3 км та діаметром 2,5 метра. Після балансувального резервуару висотою 180 метрів та діаметром 4,5 метра він переходить у напірний водовід довжиною 114 метрів.
Машинний зал обладнали двома турбінами типу Френсіс потужністю по 15 МВт, що працюють при напорі 220 метрів та за проектом мають виробляти 60 млн кВт-год електроенергії на рік.